# Міжнародний електротехнічний словник
Міжнаро́дний електротехні́чний словни́к (IEV від англ. International Electrotechnical Vocabulary) — словник електротехнічної термінології, який створила та підтримує Міжнародна електротехнічна комісія (МЕК, англ. International Electrotechnical Commission, IEC). Має статус стандарту IEC 60050. Цей стандарт є термінологічним підґрунтям усіх інших стандартів.
Мета цього словника — надати точні, стислі і правильні визначення понять, прийнятих на міжнародному рівні в галузі електротехніки, електроніки та телекомунікацій, а також подати терміни, під якими ці визначені поняття повинні бути відомі.
Electropedia (відома також як IEV Online) — найуніверсальніша у світі база термінів і визначень в галузі електротехніки, створена на основі Міжнародного електротехнічного словника, що розроблений і підтримується Міжнародною електротехнічною комісією в рамках стандарту ІЕС 60050.
Словник містить понад 20000 термінів і їх визначень англійською та французькою мовами.
Electropedia створена IEC з безплатним доступом до бази через Інтернет.

## Актуальність
Питання термінології у сфері техніки зазвичай регулюються стандартами. Адекватне застосування термінів є досить важливим, оскільки нечіткі визначення й некоректне тлумачення понять неодноразово призводили до серйозних непорозумінь. Тому Міжнародна електротехнічна комісія — авторитетна міжнародна організація зі стандартизації у галузі електротехніки та суміжних галузей постійно опікується питаннями термінології.
Слід зазначити, що усіма іншими галузями, крім електротехніки та суміжних з нею галузей, опікується Міжнародна організація зі стандартизації (англ. International Organization for Standardization – ISO).

## Історична довідка
Ще у 1910 році ІЕС створила спеціальний Комітет (TC 1 Terminology) для складання міжнародного переліку термінів та їх визначень. Перше видання Міжнародного електротехнічного словника з'явилося у 1938 році. У другому виданні словника, яке було опубліковане у 1957 році, терміни та їх визначення наводилися французькою та англійською мовами (так само, як і у першому виданні), а ще шістьма мовами: німецькою, іспанською, італійською, голландською, польською та шведською — терміни без визначень. Технічний комітет № 1 IEC доручив національним комітетам ряду країн (у тому числі СРСР) підготувати та опублікувати словник з тлумаченнями термінів титульними мовами відповідних країн.
У 1963 році Міжнародний електротехнічний словник було опубліковано російською мовою, причому, як і оригінал, словник публікувався окремими випусками за відповідними тематичними групами, кількість яких на той час становила 22. Після 1963 року, робота над словником в IEC не припинялась, але в СРСР публікації словника не здійснювалися. Натомість, визначення термінів стало невіддільною частиною Державних стандартів (ГОСТ а пізніше ДСТУ), далеко не завжди збігаючись з визначеннями IEV. Оскільки Міжнародний електротехнічний словник є термінологічним підґрунтям усіх стандартів Міжнародної електротехнічної комісії, а саме цим стандартам повинно відповідати сучасне електричне обладнання.

## Характеристика IEV
Актуальна версія IEV зафіксована у стандарті ІЕС 60050, який складається з окремих частин. Починаючи з 2008 року до IEV почали застосовувати назву «Electropedia», визначення понять, позначених відповідними термінами, у цьому джерелі надаються французькою та англійською мовами. Ще десятьма мовами (арабською, китайською, німецькою, італійською, японською, португальською, польською, російською, іспанською та шведською) повинні надаватися відповідні терміни. На липень 2013 р. російською мовою терміни (без визначень) були надані у 39 частинах цього словника.
Сучасна Electropedia (IEV Online) складається з 85 частин (англ. subject area), у яких визначається понад 20 000 понять з різних галузей електротехніки та галузей, що тісно пов'язані з електротехнікою (наприклад, електробіологія), а також з галузей, які є підґрунтям електротехніки (наприклад, математика, фізика, хімія).
Частини IEV згруповані у класи (англ. class), номери та назви яких подані нижче:
1. Загальні поняття (англ. General concepts)
2. Матеріали (англ. Materials)
3. Вимірювання, автоматичне керування (англ. Measurement, automatic control)
4. Електричне обладнання (англ. Electric equipment)
5. Електронне обладнання (англ. Electronic equipment)
6. Генерування, передача та розподілення енергії (англ. Generation, transmission and distribution of energy)
7. Телекомунікації (англ. Telecommunications)
8. Специфічні застосування (англ. Particular applications)

Кожне поняття IEV має свій номер, який складається з розділених дефісами номера частини (англ. subject area), для позначення якого застосовується три цифри, перша з яких відповідає номеру класу, номеру розділу (англ. section) у межах відповідної частини (дві цифри) та номера поняття (англ. concept) у межах відповідного розділу (дві або три цифри), наприклад, 121-11-27 (для поняття «voltage»).
Міжнародний електротехнічний словник містить лише базові поняття для конкретних галузей. Значний термінологічний масив міститься також в профільних стандартах Міжнародної електротехнічної комісії, які розповсюджуються на певні групи електротехнічної продукції, зокрема, на певні різновиди електричних апаратів.
Згідно з Директивами ISO/IEC терміни та відповідні визначення в IEV повинні наводитися французькою, англійською та російською мовами. Ці три мови вважаються основними мовами IEV (principal IEV languages). Ще вісім мов, а саме арабська, німецька, іспанська, італійська, японська, польська, португальська та шведська, вважаються додатковими мовами IEV (additional IEV languages). Цими мовами в IEV наводитимуться тільки терміни (без визначень). Насправді ж мовна наповненість Міжнародного електротехнічного словника не завжди відповідає вимогам Директив ISO/IEC. Паперова версія, яка складається з 74 окремих видань, оформлених як частини стандарту ІЕС 60050, наприклад ІЕС 60050-441, містить терміни та відповідні визначення частини 441 англійською та французькою мовами, а також терміни (без визначень) ще декількома мовами, перелік яких не завжди збігається з переліком додаткових мов, наведеним в Директивах ISO/IEC.

## Запровадження IEV в Україні
Як вже зазначалося, сучасна електронна версія IEV не подає перекладів визначень російською чи українською мовами. Мабуть це не випадково, адже, по-перше, не існує повної паперової україно- або російськомовної версії IEV, а по-друге, у деяких частинах IEV міститься низка понять, які важко перекласти російською чи українською, не порушивши традицій офіційної термінології. Оскільки сучасна офіційна україномовна електротехнічна термінологія великою мірою є похідною від радянської російськомовної термінології, то такі ж складнощі виникають і в формулюванні деяких ключових електротехнічних понять українською мовою. При формулюванні термінів стосовно електротехнічних понять українською мовою, слід враховувати, що вони повинні мати однозначні міжнародні аналоги серед термінів, зафіксованих в IEV та профільних стандартах ІЕС.
Станом на липень 2013 в Україні уведено в дію окремі наведені нижче державні стандарти, які регламентують терміни та визначення, що повністю ідентичні (IDT) або нееквівалентні (NEQ) відповідним частинам Міжнародного електротехнічного словника:
- ДСТУ 2815-94 Електричні й магнітні кола та пристрої. Терміни та визначення (IEC 60050-131:1978, NEQ; IEC 60050-151:1978, NEQ)
- ДСТУ 2267-93 Вироби електротехнічні. Терміни та визначення (IEC 60050-151:1978, NEQ; IEC 60050-841:1983, NEQ)
- ДСТУ IEC 60050-161:2003 Словник електротехнічних термінів. Частина 161. Електромагнітна сумісність (IEC 60050-161:1990, IDT)
- ДСТУ IEC 60050-212:2008 Електротехнічний словник термінів. Частина 212. Ізоляційні тверді тіла, рідини та гази (IEC 60050-212:1990, IDT)
- ДСТУ 3272-95 Прилади феритові надвисокочастотні. Терміни та визначення (IEC 60050-221:1990, NEQ; IEC 60235-1:1972, NEQ)
- ДСТУ IEC 60050-300-312:2006 Електротехнічний словник термінів. Електричні та електронні вимірювання і засоби вимірювальної техніки. Частина 312. Загальні терміни щодо електричного вимірювання (IEC 60050-300:2001, IDT).
- ДСТУ IEC 60050-300-313:2006 Електротехнічний словник термінів. Електричні та електронні вимірювання і засоби вимірювальної техніки. Частина 313. Типи електричних засобів вимірювальної техніки (IEC 60050-300:2001, IDT)
- ДСТУ 2976-95 Трансформатори струму та напруги. Терміни та визначення (IEC 60050-321:1986, NEQ)
- ДСТУ IEC 60050-394:2009 Електротехнічний словник термінів. Ядерна апаратура. Прилади, системи, обладнання та детектори (IEC 60050-394:2007, IDT)
- ДСТУ 2286-93 Машини електричні обертові. Терміни та визначення (IEC 60050-411:1973, NEQ)
- ДСТУ 3270-95 Трансформатори силові. Терміни та визначення (IEC 60050-421:1990, NEQ; IEC 60076-1:1993, NEQ)
- ДСТУ IEC 60050-551:2007 Електротехнічний словник термінів. Частина 551. Силова електроніка (IEC 60050-551:1998, IDT)
- ДСТУ 3466-96 Якість електричної енергії. Терміни та визначення (IEC 60050-551:1982, NEQ; IEC 60050-602:1983, NEQ)
- ДСТУ 3429-96 Електрична частина електростанції та електричної мережі. Терміни та визначення (IEC 60050-601:1985, NEQ; IEC 60050-602:1983, NEQ; IEC 60050-603, NEQ:1986; IEC 60050-604:1987, NEQ; IEC 60050-605:1983, NEQ)
- ДСТУ 2790-94 Системи електропостачальні номінальною напругою понад 1000 В: джерела, мережі, перетворювачі та споживачі електричної енергії. Терміни та визначення (IEC 60050-601:1985, NEQ)
- ДСТУ ІЕС 60050-604:2004 Словник електротехнічних термінів. Вироблення, передавання та розподілення електричної енергії. Експлуатація електроустановок (ІЕС 60050-604:1987, IDT)
- ДСТУ IEC 60050-845:2012 Міжнародний словник електротехнічних термінів. Частина 845. Світлотехніка (IEC 60050-845:1987, IDT) — (зі скасуванням ДСТУ 3623-97, ГОСТ 1504981, ГОСТ 16803-78, ГОСТ 24127-80, СТ СЭВ 1069-78)